# Anopheles eouzani
Anopheles eouzani este o specie de țânțari din genul Anopheles, descrisă de Bruhnes, Goff și Bousses în anul 2003. Conform Catalogue of Life specia Anopheles eouzani nu are subspecii cunoscute.